# Pjotr Kosjevoj

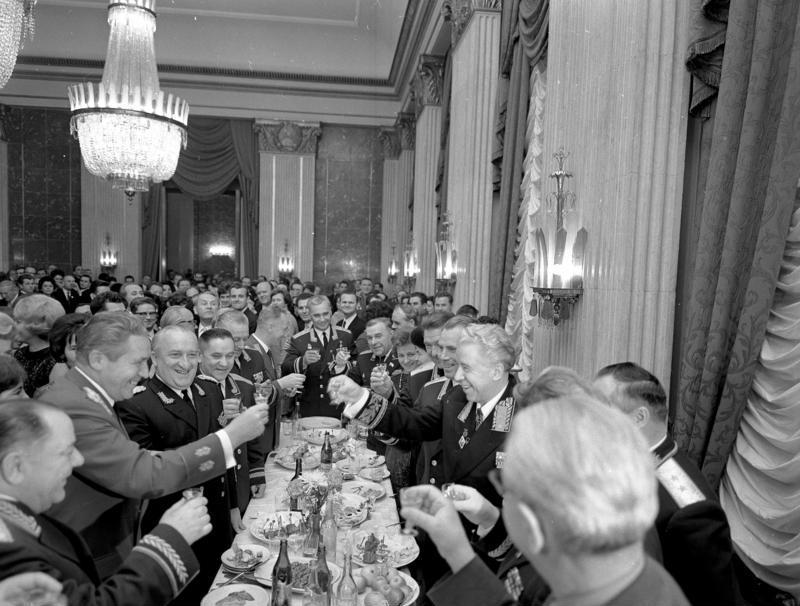
Kosjevoj vooraan links in de ambassade te Berlijn in 1967 als opperbevelhebber van de Groep van Sovjetstrijdkrachten in Duitsland

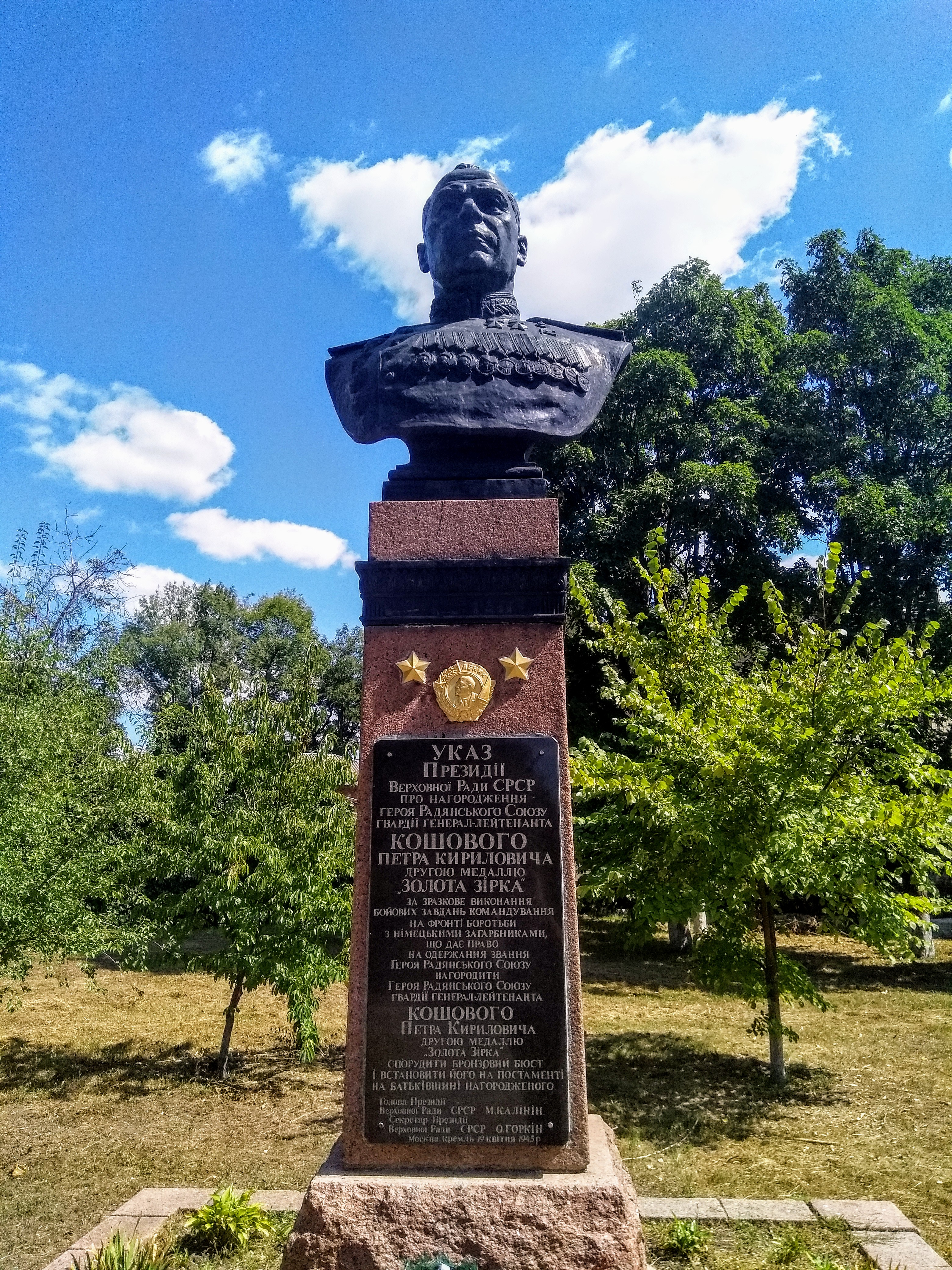
Monument in Oleksandrija

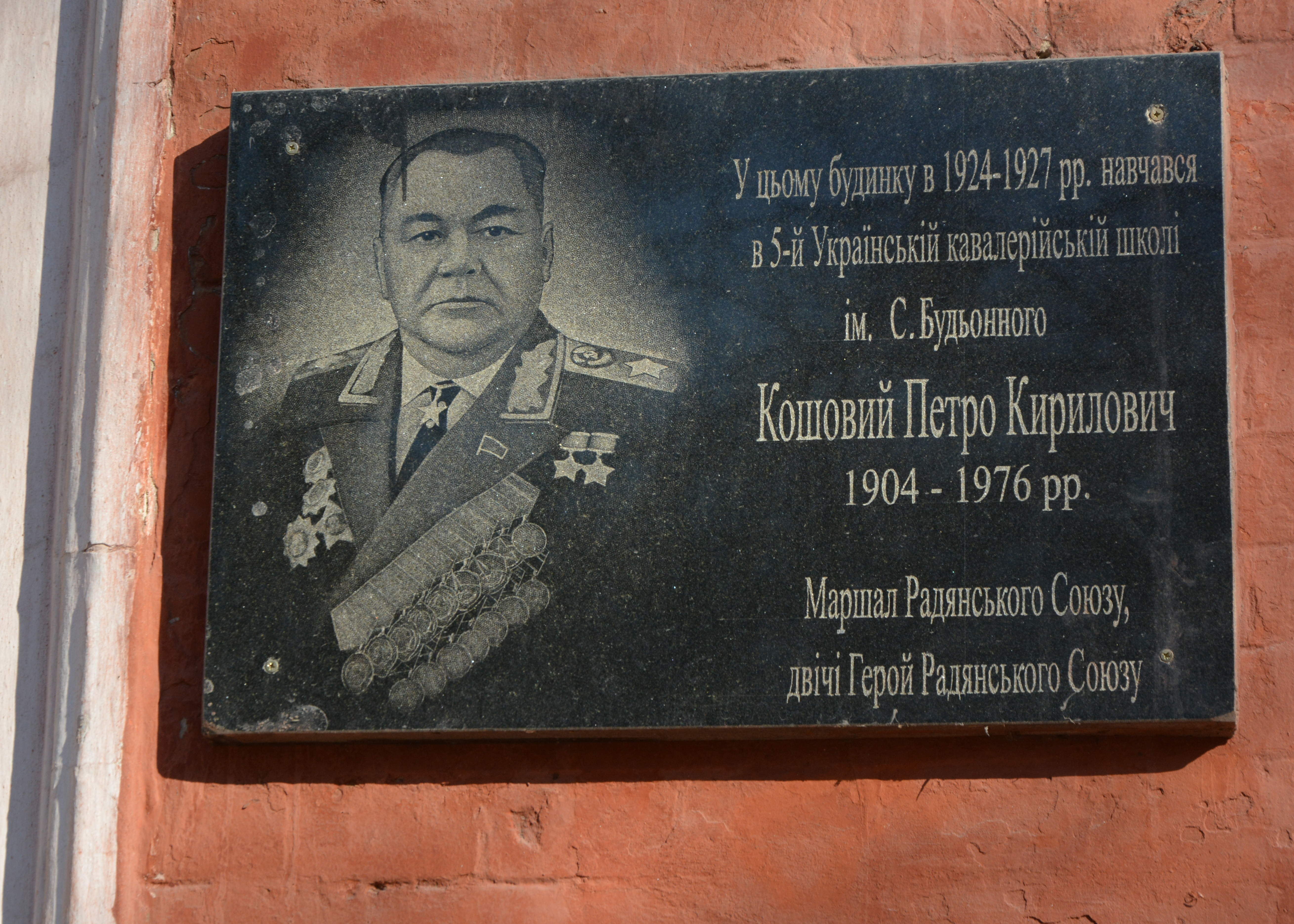
Gedenkplaat in Kropyvnytsky

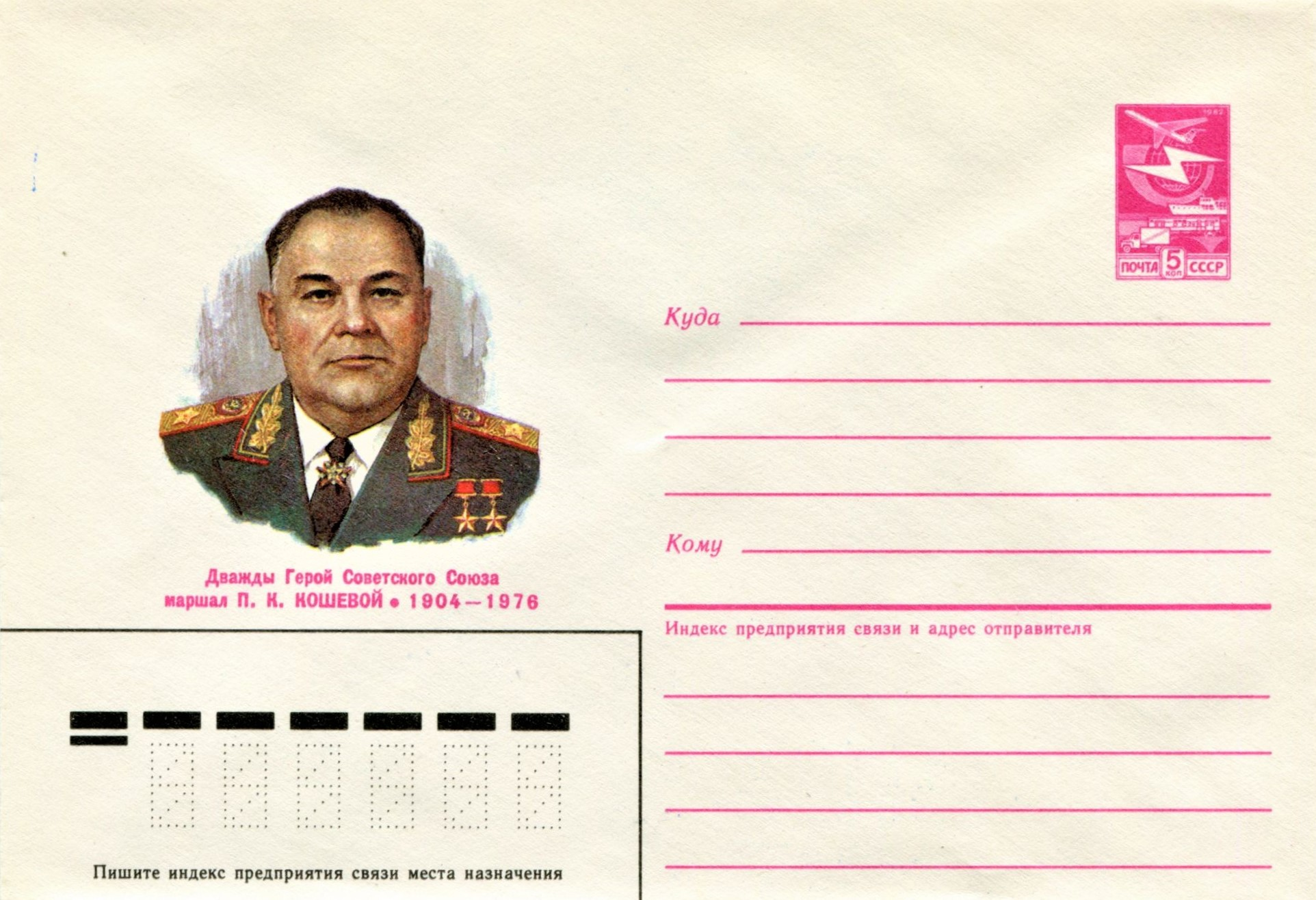
Postkaart van de Sovjet-Unie uit 1986

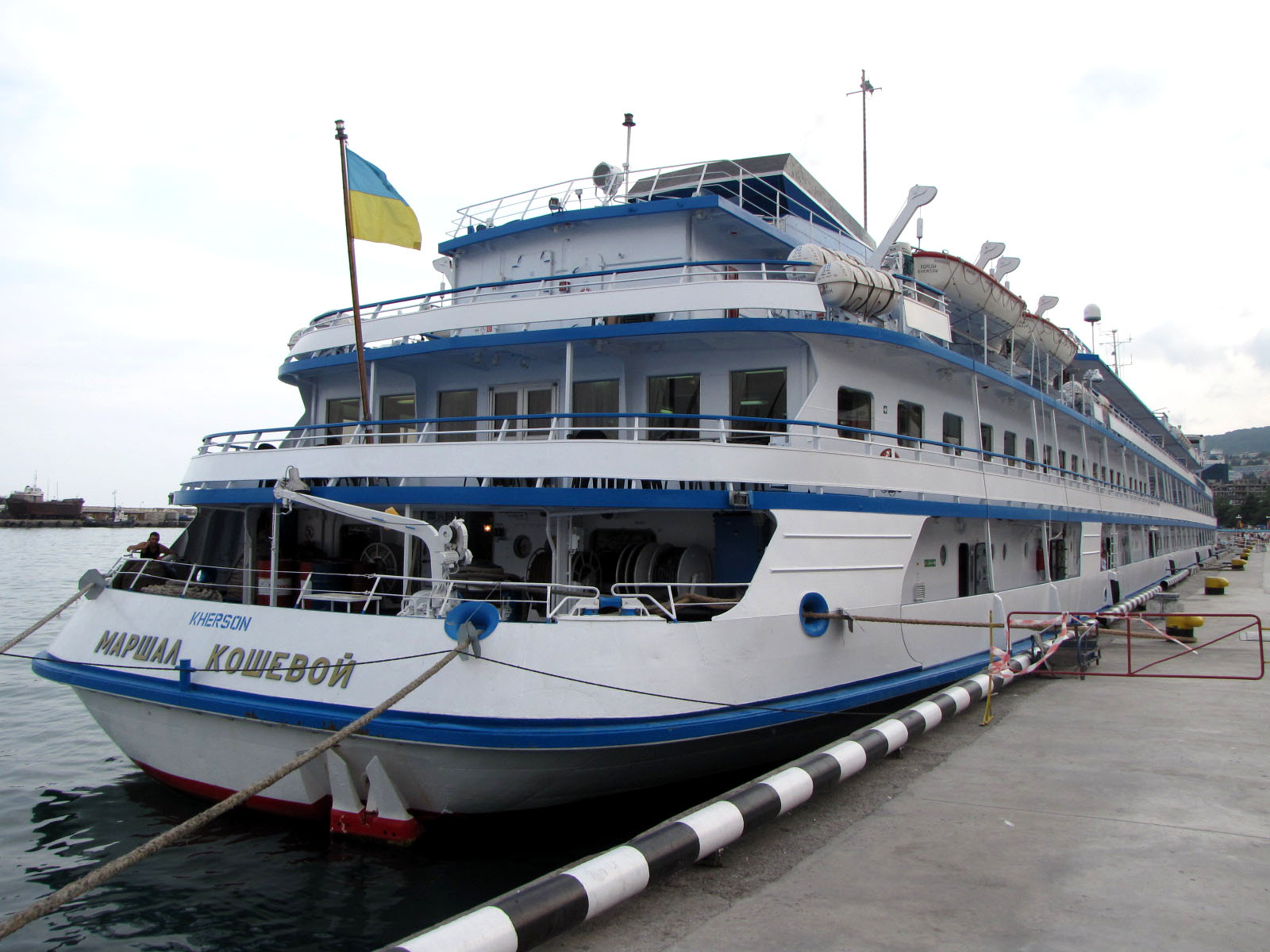
Een naar hem genoemd cruiseschip van 1988 met thuishaven Cherson, hier te Jalta in 2009

Pjotr Kirillovitsj Kosjevoj (Oekraïens: Петро Кирилович Кошовий,
Petro Kirilovitsj Kosjovy, Russisch: Пётр Кириллович Кошевой) (Oleksandrija, 8 december 1904 - Moskou, 30 augustus 1976)  was  een maarschalk van de Sovjet-Unie en tweemaal held van de Sovjet-Unie die vocht in de Tweede Wereldoorlog. Na de oorlog werd hij opperbevelhebber van de Groep van Sovjetstrijdkrachten in Duitsland en sloeg hij de Praagse Lente neer.

## Jeugd
Hij werd geboren in een boerenfamilie. Zijn vader was arbeider in een landelijke molen. In 1919 beëindigde hij de lagere school ging hij werken op de boerderij van zijn ouders.

## Russische Burgeroorlog
In februari 1920 ging hij als vijftienjarige vrijwillig bij het Rode leger van arbeiders en boeren. Hij werd ingedeeld bij het 2e regiment cavalerie van de Rode Kozakken van de 8e divisie cavalerie Rode Kozakken onder bevel van Vitali Primakov en vocht daarmee aan het zuidwestelijk front van de Pools-Russische Oorlog (1919-1921) en tegen het Revolutionair Opstandsleger van Oekraïne van Symon Petljoera en Nestor Machno. In 1921 raakte hij gewond.

## Interbellum
In augustus 1922 volgde hij een cursus cavalerie op de Krim.
In oktober 1923 werd hij starsjyna van het eskadron van het 3e regiment cavalerie van de Rode Kozakken van de 1e divisie cavalerie van de Rode Kozakken van het Militair district Oekraïne.
In augustus 1924 studeerde hij aan de Oekraïense cavalerieschool.
In 1925 werd hij lid van de Communistische Partij van de Sovjet-Unie.
Na zijn afstuderen in september 1927 werd hij commandant van een peloton van 61e regiment cavalerie van de speciale brigade cavalerie van het militair district Moskou. Vanaf november 1931 werkte hij aan de hogere militaire academie van het hoofdkwartier van het militair district Moskou. Hij werd dan zelf naar de Gezamenlijke Militaire School in Moskou gestuurd als assistent-commandant van een eskadron machinegewereen en commandant van een peloton van een gemechaniseerd bataljon.
Van maart tot mei 1932 volgde hij te Leningrad vervolmakingscursussen over pantsertroepen. In mei 1935 werd hij hoofd van de regimentsschool van het 61e cavalerieregiment als onderdeel van de speciale cavaleriedivisie en dan assistent-hoofd van het 1e operationeel onderdeel van het hoofdkwartier van die divisie. In oktober werd hij stafchef van het 61e regiment cavalerie.
Vanaf mei 1936 studeerde hij aan de Froenzeacademie.
In januari 1939 werd hij stafchef de 15e divisie cavalerie van het militair district Transbaikal.
In februari 1940 werd hij commandant van de 65e divisie infanterie.

## Tweede Wereldoorlog
In oktober 1941 werd zijn divisie naar het westen verplaatst, maar paradeerde onderweg op 7 november 1941 in Koejbysjev. Vanaf 12 november vochten ze als onderdeel van het 4e leger van het Volchov Front in het Tichvinoffensief. Op 17 december 1941 kreeg hij daarvoor de Orde van de Rode Banier.
In de eerste helft van 1942 leed zijn divisie zware verliezen om bij Ljoeban het 2e Stoottroepenleger uit de omsingeling terug te trekken: er bleven 3708 man over.
In juli 1942 werd Kosjevoj commandant van de 24e divisie garde fuseliers, die, na aanvulling uit de reserve, begin augustus werd opgenomen in het 8e Leger van het Volchov Front, waarna het deelnam aan de loop van de offensieve operatie Sinjavino.
In oktober werd de divisie opnieuw teruggetrokken naar de reserve van Stavka en, na aanvulling in de Oblast Tambov, in december naar het Stalingrad Front gestuurd. In haar samenstelling nam ze deel aan de Operatie Wintergewitter, waarbij ze een poging van de Heeresgruppe Don onder bevel van veldmaarschalk Erich von Manstein afsloeg om het 6e Leger (Wehrmacht) van generaal Friedrich Paulus dat in Stalingrad omsingeld was te ontzetten.
In januari 1943 werd zijn divisie overgebracht naar het Zuidelijk Front, waar ze vocht in de Noordelijke Kaukasus en Rostov aan de Don, en in juli bij Mioes.
In augustus 1943 werd hij commandant van het 63e korps fuseliers, dat vocht in de Donbas en bij Melitopol.
Tijdens de offensieve operatie op de Krim toonde hij militaire bekwaamheid door de diepteverdediging te doorbreken in hardnekkige veldslagen van 8 april tot 10 april 1944 in de sectie tussen de meren rond Karanki - Ver, bezette de zwaar versterkte punten van Karanki, Ver, Samaj, Ass-Man, Tomasjevka, Tsjoetsjak, Kirk-Isjoen en brak op 10 april door naar het schiereiland Krim. Tegelijkertijd kreeg het korps aanvankelijk de taak een hulpaanval uit te voeren. Op 11 april viel Kosjevoj Dzjankoj en op 13 april Simferopol, waarbij hij het 17e Duitse leger in twee sneed. Op 18 april 1944 bereikte zijn korps de rivier de Tsjernaja en de toegangen tot Sevastopol, waarbij de steden Bachtsjysaraj en Balaklava werden bevrijd en ook Karasoe Bazaar en 200 nederzettingen. In die gevechten schakelde hij 6371 vijandelijke soldaten en officieren, 121 machinegeweren, 181 stukken artillerie van verschillende kalibers en 20 tanks uit. Hij maakte 2120 paarden, 8193 geweren en machinegeweren, 775 lichte en zware machinegeweren, 61 mortieren, 304 kanonnen van verschillende kalibers, veel handvuurwapens en militair materieel buit en nam, 8471 vijandelijke soldaten en officieren krijgsgevangen. Het korps viel met succes Sevastopol aan van 5 tot 9 mei 1944, en nam de Duitse vestingwerken op Sapoen Gora in. Op 16 mei 1944 werd hij Held van de Sovjet-Unie met gouden ster Nr. 3598 “voor het succesvolle leiderschap van militaire formaties en de moed en heldenmoed die tegelijkertijd werden getoond” en tegelijk een Leninorde.
In mei 1944 werd hij commandant van het 71e korps fuseliers, dat zich onderscheidde tijdens offensieven in Wit-Rusland en bij Gumbinnen en Gołdap.
In januari 1945 werd hij commandant van het 36e gardekorps fuseliers, dat vocht in het Oost-Pruisenoffensief, waarbij hij de oorlog beëindigde met de Samlandse offensieve operatie en de aanval op de vestingstad Baltiejsk. Hij werd vooral opgemerkt in de Slag om Koningsbergen op 6-9 april 1945. Op 19 april 1945 werd hij Held van de Sovjet-Unie met de tweede gouden ster nr. 43/2 “ voor de voorbeeldige uitvoering van gevechtsmissies van het commando aan het front van de strijd tegen de nazi-indringers en de getoonde moed en heldhaftigheid van de verdedigers”.
Bij de overwinningsparade te Moskou op 24 juni 1945  voerde hij het bevel over een geconsolideerd regiment van het 3e Wit-Russische Front.

## Na de oorlog
Na het einde van de oorlog bleef hij in zijn oude functie.
In juli 1946 werd hij commandant van het 6e Gardeleger van het militair district Oostzee.
In maart 1947 studeerde hij aan de Hogere Militaire Academie "Kliment Vorosjilov". 
In april 1948 werd hij commandant van het 5e Leger in het militair district Primorje, vanaf april 1953 omgevormd tot het militair district Verre Oosten.
In juni 1954 werd hij commandant van het 11e Gardeleger van het militair district Oostzee. 
In juli 1955 werd hij 1e Plaatsvervangend Opperbevelhebber van de Groep van Sovjetstrijdkrachten in Duitsland.
In juli 1957 werd hij commandant van de troepen van het militair district Siberië.
In april 1960 werd hij commandant van het militair district Kyiv.
In januari 1965 werd hij opperbevelhebber van de Groep van Sovjetstrijdkrachten in Duitsland, waar hij ijverde om de gevechtscapaciteit te versterken “om in drie dagen Gibraltar te bereiken”.
Op 15 april 1968 werd hij maarschalk van de Sovjet-Unie. Op 20 augustus 1968 sloeg hij tijdens de inval van het Warschaupact in Tsjecho-Slowakije de Praagse Lente neer met het 20e Gardeleger.
In oktober 1969 ging Kosjevoj met pensioen met de eretitel inspecteur-generaal van de groep van inspecteurs-generaal van de Minister van Defensie van de Sovjet-Unie. Hij stierf op 30 augustus 1976 te Moskou en ligt er begraven in sectie 7 van de Novodevitsji-begraafplaats.

## Militaire graden
- Kapitein 1935
- Majoor 1938
- Kolonel 29 februari 1940
- Generaal-majoor 1 oktober 1942
- Luitenant-generaal 17 mei 1944
- Kolonel-generaal 31 mei 1954
- Legergeneraal 13 april 1964
- Maarschalk van de Sovjet-Unie 15 april 1968[8]

## Onderscheidingen

### Sovjet-Unie
- 2 x Held van de Sovjet-Unie 16 mei 1944 en 9 april 1945
- 5 x Leninorde 17 december 1941, 16 april 1944, 30 april 1945, 12 september 1964 en 22 februari  1968
- Orde van de Oktoberrevolutie 4 december 1974
- 3 x Orde van de Rode Banier 11 maart 1944, 15 november 1950 en 21 februari 1969
- Orde van Bogdan Chmelnitski (Sovjet-Unie) 1e klasse 5 mei 1945
- Orde van Soevorov 2e klasse 31 maart 1943
- 2 x Orde van Koetoezov 2e klasse 17 september 1943 en 4 juli 1944
- Jubileumsmedaille voor Militaire Dapperheid ingesteld ter herinnering aan de Honderdste Verjaardag van Vladimir Iljitsj Lenin
- Medaille voor de Verdediging van Leningrad
- Medaille voor de Verdediging van Stalingrad
- Medaille voor de Overwinning over Duitsland in de Grote Patriottische Oorlog 1941-1945
- Medaille voor de 20e Verjaardag van de Overwinning in de Grote Patriottische Oorlog
- Medaille voor de 30e Verjaardag van de Overwinning in de Grote Patriottische Oorlog
- Medaille voor de Verovering van Koningsbergen
- Medaille Veteraan van de Strijdkrachten van de USSR
- Jubileummedaille voor XX Jaar Rode Leger van Arbeiders en Boeren
- Jubileummedaille voor 30 jaar Sovjet Leger en Vloot
- Jubileummedaille voor 40 jaar Strijdkrachten van de USSR
- Jubileummedaille voor 50 jaar Strijdkrachten van de USSR
- Medaille voor het 250 jarig bestaan van Leningrad

### Bulgarije
- Orde van de Volksrepubliek Bulgarije, 1e klasse (Bulgarije) 14 september 1974
- Medaille voor de 90e verjaardag van de geboorte van Georgi Dimitrov (Bulgarije) 1974

## Nagedachtenis
- De Rode Ster School voor hoger tank ontwerp te Omsk is naar hem genoemd.[9]
- Een gedenkplaat hangt in Novosibirsk op het gebouw van het vroegere hoofdkwartier van het militair district Siberië in de Derzjavinstraat 3.[10]
- Een cruiseschip is genoemd “Marsjal Kosjevoj”.
- Borstbeelden werden opgericht in de steden Omsk,[11] Oleksandrija[12] en Volgodonsk.
- In Volgodonsk is een straat genoemd naar P. K. Kosjevoj.
- In Tichvin is een passage genoemd naar P. K. Kosjevoj.
- Hij werd ereburger van de stad Sevastopol op 5 juni 1974.